# Lucien Fleury
Pour les articles homonymes, voir Fleury.
 (juillet 2025).
Lucien Fleury est un peintre, graveur et tapissier français né le 26 mai 1928 à Sèvres et mort le 23 janvier 2004 à Paris 14e.

## Biographie
Lucien Fleury étudie au Arts décoratifs de Paris, où il rencontre celle qui deviendra son épouse.
Il est vice-président du Salon de la Jeune Peinture. Il enseigne par la suite, à l'Institut des arts visuels de Orléans. Il est l'un des meilleurs peintres de paysages, de natures mortes ou encore d'animaux.
Il meurt d'une pleurésie à 75 ans. Il laisse deux enfants, une fille et un garçon.

### Prix
- 1954 : Prix Félix-Fénéon

### Filmographie
- 1979 : Et vogue la Malassise de Marie-Eve et Marie-France Molle, avec Henri Cueco, Lucien Fleury, Jean-Claude Latil et al., 22 min, Paris, Centre national du cinéma et de l'image animée ; notice bibliographique du catalogue général de la BnF